# Đurđa Adlešič
Đurđa Adlešič, née le 9 août 1960 à Bjelovar en Croatie (ex-Yougoslavie), est une femme politique croate. 
Elle est l'ancienne dirigeante du Parti social-libéral, de centre-droit. 

## Biographie
Adlešič entre en politique en 1990, en devenant une personnalité du Parti social-libéral croate dans sa ville natale de Bjelovar. 
Elle est élue députée en 1995 puis en 2000, puis est nommée vice-présidente de son parti. En 2001 puis en 2005, elle est élue maire de Bjelovar. En 2003, elle entame un troisième mandat au parlement de Croatie. 
Candidate à l'élection présidentielle croate de 2005, elle est présidente du Parti social-libéral de 2006 à 2009, où elle succède à Ivan Čehok. Darinko Kosor (en) prend sa succession en 2009.
De 2008 à 2010, elle est vice-Premier ministre dans les dixième et onzième gouvernement de Croatie, dirigés respectivement par Ivo Sanader et Jadranka Kosor. En 2008, elle est chargée spécifiquement de la politique intérieure.
En 2011, Adlešič prend sa retraite de la politique.